# Nikon F65

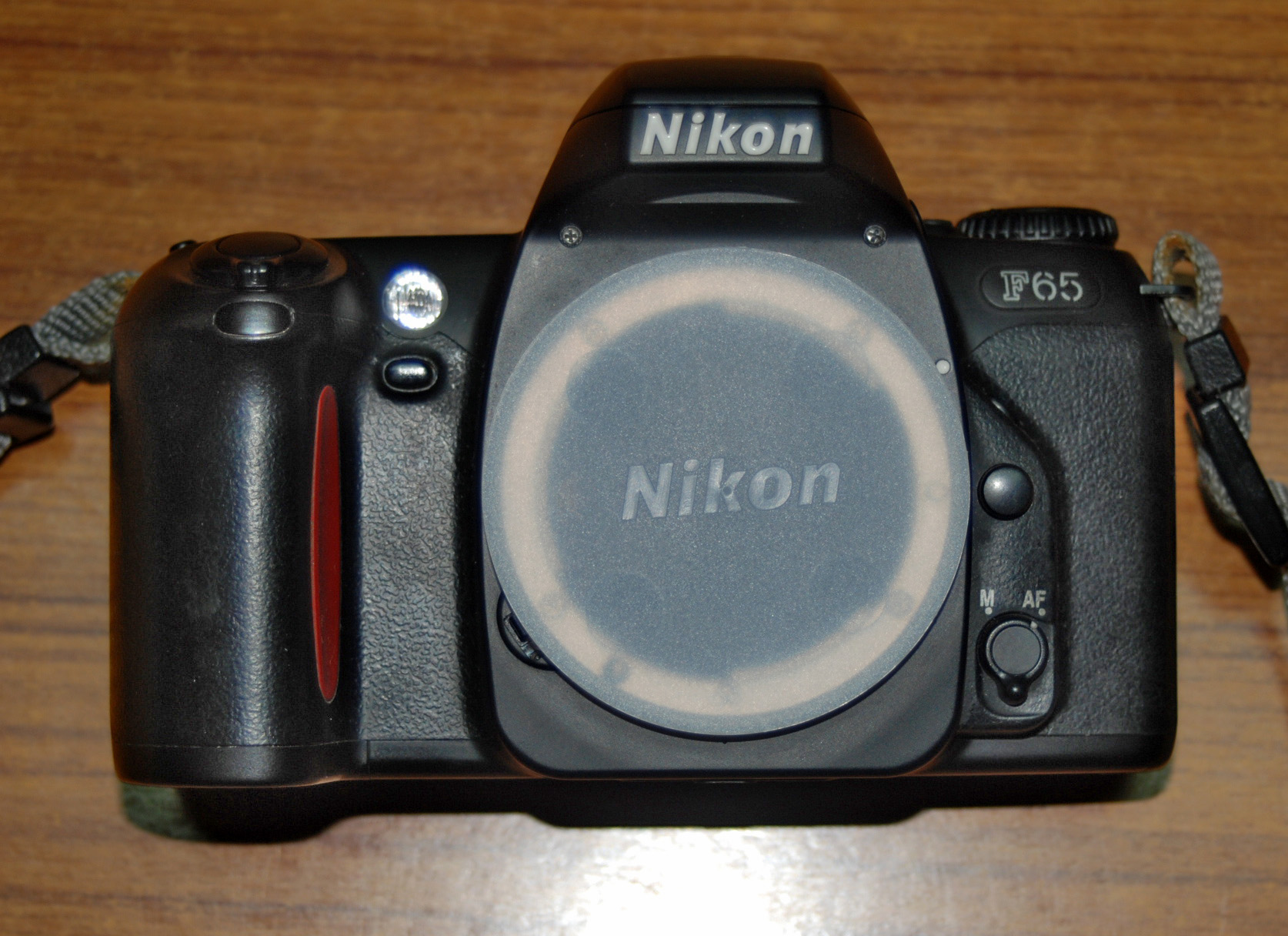
Tělo fotoaparátu Nikon F65

Nikon F65 je jednooká zrcadlovka na kinofilm, vyráběná firmou Nikon v letech 2001–2002. Jednalo se o vylepšenou variantu modelu Nikon F60. I v tomto případě se jednalo o nejnižší a nejlevnější třídu zrcadlovek pro začátečníky v oboru SLR. Varianta F60D má doplněn záznam času a data pořízení snímku na film. Model byl poměrně brzy nahrazen dalším modelem Nikon F55.
Proti předchozímu modelu Nikon F60 má F65 možnost připojení dálkové spouště a náhledu hloubky ostrosti. Jinak je mu velmi podobná. Má několik režimů TTL měření osvitu a programů fotografování, centrální zaostřování (jeden bod, vestavěný motor pro pohon objektivů), vestavěný blesk a možnost spolupráce automatiky se systémovými blesky Nikon, motorové převíjení filmu a další funkce. Proti vyšším modelům má pomalejší a méně kvalitní ostření, méně možností nastavení a fotografických režimů a tělo s použitím více plastů na úkor kovů.